# Sint-Ignatiusschool
De Sint-Ignatiusschool is een privéschool voor algemeen secundair onderwijs met internaat in Maleizen, deelgemeente van Overijse in de Belgische provincie Vlaams-Brabant. De school, opgericht op initiatief van de congregatie Servi Jesu et Mariae, wil een alternatief zijn voor het reguliere katholiek onderwijs omdat daar ook niet-gelovige leerkrachten mogen lesgeven. De school profileert zich als behoudend religieus.

## Geschiedenis
Op 1 september 2015 werd de school opgericht door vzw Sint-Ignatius uit Antwerpen in het Oude Klooster Maleizen. Na een bezoek van de Vlaamse onderwijsinspectie op 1 oktober werd de school op 19 november erkend om diploma's uit te reiken, maar ze krijgt geen subsidies omwille van het lage leerlingenaantal: vijf voor 2015-2016 en volgens eigen opgave zeven in 2017-2018. De privéschool vroeg geen erkenning als katholieke school, maar onderwijsminister Hilde Crevits liet de school eind januari 2016 extra doorlichten omwille van het verwerpen van dialoog met andere levensbeschouwingen. Ondanks tegenkanting van Jean-Jacques De Gucht in het Vlaams Parlement bleef de erkenning van kracht op grond van de vrijheid van onderwijs.

## Signatuur
In het kader van de geestelijke begeleiding sluiten paters aan bij les, schoolmis en avondgebed. Voor de godsdienstlessen baseert de school zich op de Mechelse Catechismus, die dateert van voor het Tweede Vaticaans Concilie. Hoewel de vereniging zegt voort te bouwen op de richtlijnen van het Ratio Studiorum, distantieerde Paul Yperman,  voorzitter van Cebeco, de koepel van Vlaamse ignatiaanse scholen, zich namens de Vlaamse jezuïetencolleges van de school omdat deze de sociale dimensie achterwege laat. Jezuïeten behoren volgens hem te leven in de samenleving om zo voeling te hebben met wat mensen bezighoudt.
In maart 2018 berichtte nieuwssite Apache.be dat de school mogelijk banden had met geradicaliseerde geestelijken (via onder meer het priesterbroederschap Sint Pius X) en extreemrechts Vlaams-nationalisme.